# Pseudoanthidium
Pseudoanthidium ist eine Gattung aus der Familie der Megachilidae. Die Gattung ist in Afrika, Europa und Asien (bis Zentralasien) verbreitet. Es sind etwa 60 Arten bekannt.
Die Bienen der Gattung Pseudoanthidium werden auf Deutsch Zwergwollbienen genannt, dieser Name ist aber nicht allgemein gebräuchlich (siehe Harz- und Wollbienen). Manche Autoren zählen Pseudoanthidium zur Gattung Anthidium.
In Mitteleuropa kommen vier Arten von Pseudoanthidium vor. Eine Art, P. nanum wurde nach Amerika eingeschleppt.

## Merkmale
Pseudoanthidium-Bienen sind sehr ähnlich zu den Arten der Gattung Anthidium (daher der Name). Die Bienen sind ca. 6 bis 11 mm lang, der Körper ist schwarz mit gelber Zeichnung, die Oberseite des Hinterleibs ist nur schwach behaart. Die Abdomenunterseite ist bei den Weibchen hell behaart (Bauchsammler). Die Vorderflügel haben zwei Diskoidalzellen.
Pseudoanthidium-Arten können nur durch feine morphologische Merkmale von den Arten der Gattungen Anthidium, Rhodanthidium und Icteranthidium unterschieden werden. Im Gegensatz zu Anthidium haben Pseudoanthidium keinen Haftlappen an den Klauengliedern der Beine.

## Lebensweise
Die Pseudoanthidium-Bienen sind solitär lebende Bienen, die Pollen sammeln und Nester bauen. Die Nester werden in hohlen Stängeln oder vorgefundenen Hohlräumen angelegt und darin Brutzellen aus Pflanzenwolle erstellt. Die einheimischen Arten sind oligolektisch, sie sammeln Pollen vorzugsweise von Asteraceen (Carduloideae).

## Arten in Mitteleuropa
(im Wesentlichen nach )
- Pseudoanthidium melanurum: Deutschland, historische Nachweise (Berlin, Brandenburg), Italien (Aostatal), Frankreich.
- Pseudoanthidium nanum: Deutschland[8], Österreich und Schweiz
- Pseudoanthidium scapulare: Schweiz (Genf, Wallis, Tessin)
- Pseudoanthidium tenellum: Deutschland (Sachsen-Anhalt)[9], Österreich (Niederösterreich, Burgenland)

## Systematik
Die Gattung Pseudoanthidium gehört innerhalb der Unterfamilie Megachilinae zur Tribus Anthidini. Diese Tribus wird nach Michener (2007) in 37 Gattungen unterteilt. Nach Litmann et al. gehört Pseudoanthidium zur Anthidium-Gattungsgruppe mit sechs weiteren Gattungen, darunter vor allem Anthidium.
Pseudoanthidium wurde von Michener in 6 Untergattungen mit 36 Arten eingeteilt. Entsprechend der neueren phylogenetisch systematischen Untersuchung gehören jedoch eine Reihe von Untergattungen aus anderen Gattungen der Anthidium-Gruppe sowie die bisherigen Gattungen Neanthidium und Gnathantidium zu Pseudoanthidium, so dass nun die Gattung 12 Untergattungen und damit 60 Arten enthält.
Liste der Untergattungen (in Klammern die Anzahl der Arten nach Michener) 
- Branthidium (10)
- Exanthidium (4)
- Gnathanthidium (1)
- Immanthidium (5)
- Mesanthidiellum (3)
- Micranthidium (3)
- Neanthidium (1)
- Pseudoanthidium (18)
- Royanthidium (6)
- Semicarinella (1)
- Tuberanthidium (4)
- Zosteranthidium (1)